# Destilería Carupano
Destilería Carupano es una compañía venezolana fundada en 1762 en Macarapana-Carúpano, Venezuela) encargada de elaborar diferentes tipos de rones añejos y productos no totalmente añejados como Blends de Ron, Licores secos y dulces, Bebidas espirituosas, Aguardientes, Vodka, Ginebra y Blends de Whisky y Brandy.
DC adicionalmente, para el 2007 comenzó a realizar el proceso de elaboración y envasado a la multinacional francesa Pernod Ricard para sus whiskys nacionales Regency, Dunbar, Blenders Pride y Robin, y en el año 2009 se inicia el proceso de envejecimiento de alcoholes de grano y de maltas escocesas como materia prima para esas marcas de whiskys nacionales.

## Historia
La tradición histórica de Destilería Carúpano se remonta a 1762, año en que se funda la Hacienda Altamira en Macarapana-Carúpano por el capitán español Félix del Fierro y es allí donde por vez primera en Venezuela se produjo lo que hoy se llama Ron Añejo. A comienzos del siglo XX, la Hacienda Altamira es adquirida por Leon Santelli, quien más empeño y prestigio logró para la marca de Ron Carúpano. Fue tal la calidad y prestigio de la marca creada por él, Ron Antiguo de Carupano, que logró en Paris y otras ferias de licores en Europa, los primeros premios a la calidad, jamás logrados antes por ningún ron venezolano. Luego de la muerte del gran maestro del Ron Venezolano Leon Santelli, ya establecido el prestigio de la marca, en 1954 unos inversionistas compran la bicentenaria Hacienda Altamira, que abandonada desde la muerte en 1901 de Tomás Massiani, fue recuperada y magistralmente dirigida por Don Leon Santelli, quien siendo el más exitoso de sus propietarios cosechó más prestigio y más desarrollo le dio a esa propiedad desde 1840. La  intención original de los nuevos propietarios, tomando en consideración la riqueza hídrica de la hacienda y su exitosa tradición como productora de rones de calidad,  fue la de establecer en ella nuevamente la actividad de molienda de caña, destilación y añejamiento de rones y para ello se asocia con Alejandro Hernández, dueño de Industrias Pampero, y en proporciones iguales fundan Destilería Carúpano, C.A., asociación que se mantiene hasta el año 1962.
En la actualidad Destilería Carúpano  sigue siendo una empresa familiar y ya cuatro generaciones de la familia la han administrado.  En el año 2010 se acordó el Manifiesto Familiar de Destilería Carúpano, que es un acuerdo básico de naturaleza obligante firmado por los accionistas de la empresa, que busca reflejar las pautas a seguir en las relaciones de la familia con la empresa garantizar el mantenimiento de los valores básicos y de las políticas y compromisos de la familia dentro de la misma.

## Proceso de selección
Destilería Carupano, como heredera de esas tradiciones, selecciona exclusivamente alcoholes de carácter superior y usa la más pura agua de sus propios manantiales, que desde hace dos siglos continúan garantizándole excelente agua a esta hacienda. Estos dos elementos de alcohol y agua, contribuyen de manera fundamental con el rasgo distintivo de sus rones; adicionalmente, la madera de las barricas de roble blanco americano que se utilizan para añejar y el largo tiempo de envejecimiento de los destilados de caña, aportan también un alto porcentaje de sabor, fragancia y color. Los destilados de caña se depositan en barricas de roble blanco americano selladas y precintadas, para comenzar su añejamiento por un período de tiempo que va desde el mínimo legal de dos años hasta un tiempo máximo de veinticinco años, sin reposición de mermas. Estas barricas son almacenadas en condiciones especiales en los almacenes de envejecimiento.
Por último, la naturaleza de estos rones se debe a la ubicación geográfica de Destilería Carúpano en la Hacienda Altamira del valle de Macarapana, donde se desarrolla un microclima particular con un alto grado de humedad de brisas procedentes del Mar Caribe y altas temperaturas, lo cual permite que el proceso de maduración se acelere, porque se duplica la velocidad de las reacciones químicas que tienen lugar en el interior de la barrica. 